# Studio 54 (film)
Studio 54 (54) è un film del 1998 scritto e diretto da Mark Christopher.

## Trama
È il 1979 e Shane è un giovane ragazzo del New Jersey che vive con le due sorelle e il padre. Lavora come benzinaio, sognando di poter andare a vivere a New York, distante solo tre miglia, eppure così incredibilmente lontana per lui. Una sera decide di andare con due amici alla famosa discoteca Studio 54, dove però il proprietario del locale Steve Rubell, decide di fare entrare solo lui. La discoteca ha una clientela selezionatissima e al suo interno la droga e il sesso circolano liberamente. Tramite delle conoscenze riesce a fare un colloquio con Steve e viene quindi assunto, ma i rapporti con il padre diventano sempre più aspri in quanto egli non approva le scelte del figlio.
Shane conosce Anita e Greg, una coppia sposata che lavora allo Studio54 e che diventano la sua nuova famiglia ospitandolo a casa loro. Nel frattempo Shane conosce persone famose e migliora la propria condizione economica diventando uno dei baristi del "54", definiti da Steve Rubell come "la crema dei baristi di New York". Tramite le vicende del protagonista ci viene mostrata la vita all'interno del leggendario locale, un sogno per molti ma una realtà per pochi. Il locale va a gonfie vele, è frequentato da sempre più vip e la sua fama accresce giorno dopo giorno, ma Steve Rubell insospettisce la polizia tributaria che si mette ad indagare sulle entrate del locale e sul giro di droga al suo interno.